# Åndalsnes
Åndalsnes est une ville de Norvège.

## Géographie
Elle est située dans la municipalité de Rauma dont elle est le centre administratif. Åndalsnes compte environ 3 000 habitants et se situe à l'embouchure de la rivière Rauma qui s'écoule à travers la vallée de Romsdal.
La ligne de chemin de fer de la Raumabanen se termine à Åndalsnes mais se poursuit en bus jusqu'à Molde et Ålesund.

## Histoire
Après l'opération Weserübung lancée par les Allemands au Danemark et en Norvège en avril 1940 durant la Seconde Guerre mondiale, les troupes britanniques atterrirent à Åndalsnes dans le programme de prise en tenaille de la ville de Trondheim. L'armée d'attaque du nord était quant à elle basée à Namsos mais perdant le contrôle du ciel, les forces placées à Åndalsnes se sont repliées dès mai 1940.